# 華雲龍
華雲龍（1332年—1374年8月6日），安徽定远人，明朝军事将领。
世代为农家，父华子中，母陈氏。其早年居眾于韭山，朱元璋在临濠起兵后归顺。跟从攻克滁州、和州等地，后攻下集慶路，生擒元朝将领，得兵万人，随后攻下鎮江、廣德，升任右副元帥。后龍江战役，華雲龍突击攻破陈友諒部队。随后攻下九江、南昌、瑞州、臨江、吉安等地，官至豹韜衛指揮使。后跟从徐达直取高郵、淮安，改为淮安衛指揮使。攻击嘉興，招降宋興。
后跟从徐達会师通州，攻克元大都，升任大都督府僉事，统领六衛兵，留守北平。次年，攻下雲州，活捉火兒忽答、哈海。洪武三年，封淮安侯。后袭击元将僧家奴营，活捉其众。后攻破攻劉學士等元寨。此后增强北平城防事。后洪武七年，有传言说其占据元相脫脫旧宅，并擅自使用元朝宫内物品。于是召还，未抵达南京，在路上去世。
有子華中襲爵。李文忠病重時，朱元璋命華中照料他；後來李文忠懷疑被下毒致死，華中因此事被連坐，貶謫而死。洪武二十三年（1390年），以胡惟庸黨論罪，爵除。